# Domovní důvěrník

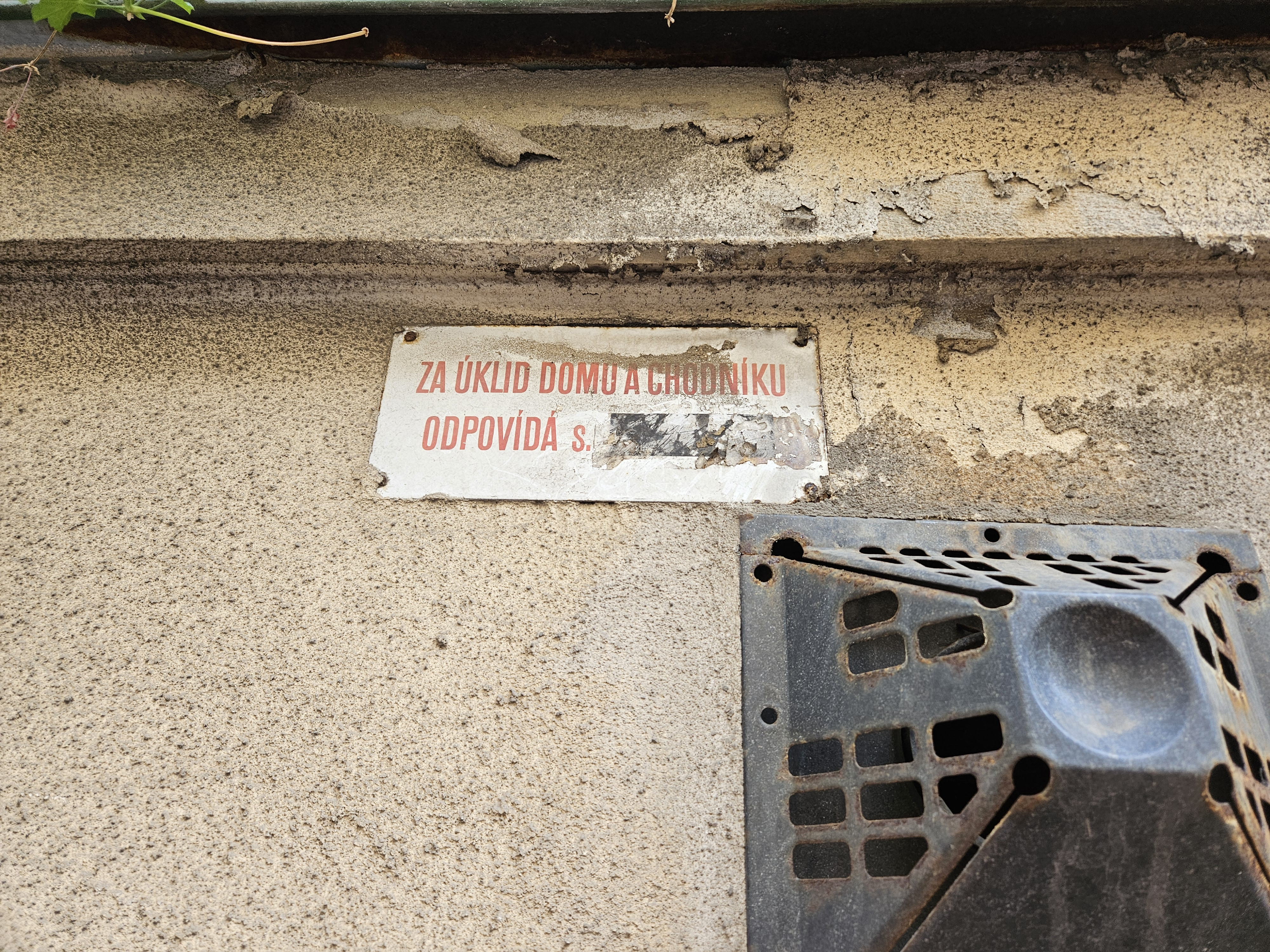
Tato cedulka za dob komunistického režimu v Československu uváděla jméno domovníka (popřípadě domovnice).

Domovní důvěrník byla za dob socialismu funkce, jež existovala pouze ve městech s panelovými a činžovními domy.  Byl to člen domovní komise MNV, který dohlížel na běžnou údržbu domu, ale také na ideologickou výzdobu. Mohl ovlivňovat, kdo v daném domě bude bydlet, mezi jeho kompetence patřila asistence při prohlídce bytu bezpečnostními orgány. Domovní důvěrník také ve většině případů působil jako domovník, čímž směl zdarma využívat domovnický byt. Osoby v této funkci byly někdy využívány StB k získávání informací o nájemnících.
V současné době se označení domovní důvěrník používá například v některých bytových družstvech pro označení osoby pověřené družstvem k činnosti obdobné funkci domovníka.